# David Turnbull
David Turnbull (Carluke, 10 juli 1999) is een Schots voetballer die als middenvelder speelt. Hij verruilde Motherwell in augustus 2020 voor Celtic. Turnbull debuteerde in 2021 in het Schots voetbalelftal.

## Clubcarrière
Turnbull speelde in de jeugd van Newmains Hammers en wisselde in 2009 naar de jeugdopleiding van Motherwell. In 2018 maakte hij zijn profdebuut bij die club in het bekertoernooi tegen Dundee FC. In mei 2018 debuteerde hij ook in de Schotse competitie, tegen Partick Thistle. In oktober 2018 maakte Turnbull zijn eerste doelpunt, tegen St. Mirren. In januari 2019 verlengde hij zijn contract bij de club tot de zomer van 2021, in maart 2020 werd deze verlengd tot 2022. Op 27 augustus 2020 stapte Turnbull over naar de Schotse topclub Celtic. De club betaalde zo'n 3 miljoen pond aan Motherwell, een clubrecord voor een uitgaande transfer.

## Interlandcarrière
Turnbull kwam uit voor verschillende Schotse jeugdelftallen. Hij debuteerde op 2 juni 2021 voor het Schots voetbalelftal in een vriendschappelijk duel tegen Nederland (2–2). Hij stond in de basis en werd in de 81ste minuut naar de kant gehaald en vervangen door mede-debutant Billy Gilmour. Turnbull maakte deel uit van de Schotse selectie voor het met een jaar uitgestelde EK 2020. Hij speelde echter geen minuut. De Schotten werden in de groepsfase uitgeschakeld.
| Interlands van David Turnbull voor Schotland | Interlands van David Turnbull voor Schotland | Interlands van David Turnbull voor Schotland | Interlands van David Turnbull voor Schotland | Interlands van David Turnbull voor Schotland | Interlands van David Turnbull voor Schotland |
| No.                                          | Datum                                        | Wedstrijd                                    | Uitslag                                      | Competitie                                   | Bijz.                                        |
| Als speler van Celtic FC                     | Als speler van Celtic FC                     | Als speler van Celtic FC                     | Als speler van Celtic FC                     | Als speler van Celtic FC                     | Als speler van Celtic FC                     |
| -------------------------------------------- | -------------------------------------------- | -------------------------------------------- | -------------------------------------------- | -------------------------------------------- | -------------------------------------------- |
| 1                                            | 2 juni 2021                                  | Nederland – Schotland                        | 2 – 2                                        | Vriendschappelijk                            |                                              |
| 2                                            | 1 september 2021                             | Denemarken – Schotland                       | 2 – 0                                        | WK 2022 kwalificatie                         |                                              |
| 3                                            | 4 september 2021                             | Schotland – Moldavië                         | 1 – 0                                        | WK 2022 kwalificatie                         |                                              |
| 4                                            | 12 november 2021                             | Moldavië – Schotland                         | 0 – 2                                        | WK 2022 kwalificatie                         |                                              |